# Staveley
Staveley este un oraș în comitatul Derbyshire, regiunea East Midlands, Anglia. Orașul se află în districtul Chesterfield.